# Mihaela Tatu
Mihaela Tatu (n. 7 aprilie 1963, Mediaș, Sibiu, România) este o realizatoare și moderatoare de emisiuni de televiziune din România.

## Biografie
Mihaela Tatu a fost căsătorită timp de 16 ani, dar la 38 de ani când a venit în București ca să facă televiziune a divorțat. În 2011 a fost diagnosticată cu fibrom uterin, și, după o operație și o perioadă de refacere, Mihaela Tatu a hotărât să renunțe la televiziune și să-și regăsească liniștea.
L-a intervievat pe cântărețul spaniol David Bisbal.

## Emisiuni prezentate
Emisiuni prezentate:
- 2000 - Viața bate filmul - Pro TV
- 2001 - De 3x femeie - Acasă TV
- 2008 - Celebri sau nu [5][6] Antena Stars (fostul Antena 2)
- 2010 - La hanu' lu' Tatu - Antena Stars (fostul Antena 2)
- 2025 - În Direct cu România - Antena 1